# Steven Katz
Steven A. Katz, noto semplicemente come Steven Katz (Saint Louis, 8 ottobre 1959), è uno sceneggiatore statunitense.

## Biografia
Nato nel 1959 a Saint Louis nel Missouri, Katz si è laureato nel 1982 in lingua inglese e storia dell'arte presso la Università Brown e in seguito ha conseguito un master in lingua inglese e letteratura americana presso la Columbia University.
Ha iniziato la sua carriera sceneggiando, rispettivamente nel 1993 e nel 1995, due episodi della serie televisiva Fallen Angels trasmessa da Showtime. Nel 2000 ha sceneggiato il film L'ombra del vampiro di E. Elias Merhige, mentre nel 2007 il film Wind Chill - Ghiaccio rosso sangue di Gregory Jacobs. A partire dal 2014 ha lavorato come supervisore alla produzione e co-produttore esecutivo della serie televisiva The Knick trasmessa da Cinemax, della quale ha anche sceneggiato quattro episodi.
Oltre a lavorare in film e serie televisive, Katz insegna scrittura creativa presso la Università di Princeton.

## Filmografia

### Cinema
- L'ombra del vampiro (Shadow of the Vampire), regia di E. Elias Merhige (2000)
- Wind Chill - Ghiaccio rosso sangue (Wind Chill), regia di Gregory Jacobs (2007)

### Televisione
- Fallen Angels - serie TV, episodi 1x06-2x06 (1993-1995)
- Dalla Terra alla Luna (From the Earth to the Moon) - miniserie TV, puntata 1 (1998)
- The Knick - serie TV, 4 episodi (2014-2015)

## Riconoscimenti
- 2000 – Bram Stoker Award[4]
  - Miglior sceneggiatura, per L'ombra del vampiro

- 2000 – San Diego Film Critics Society Awards[5]
  - Candidatura alla migliore sceneggiatura originale, per L'ombra del vampiro